# Cô bạn gái kinh dị
Cô bạn gái kinh dị (달콤, 살벌한 연인, Dalkom, salbeorhan yeonin; tên tiếng Anh My Scary Girl) là bộ phim điện ảnh thuộc thể loại kinh dị hài do Hàn Quốc thực hiện năm 2006. Đây là dự án phim đầu tiên được quay bằng máy quay kỹ thuật số HD (high definition) của MBC và Sidus FNH (CJ Entertainment sản xuất). Kịch bản và đạo diễn bởi Son Jae-gon. Phim có sự tham gia của các diễn viên Park Yong-woo (vai Hwang Dae-woo), Choi Kang-hee (vai Mina).

## Nội dung
Hwang Dae-woo (Park Yong-woo thủ vai), một chàng trai 29 tuổi, tốt bụng và khá thành công với công việc giảng viên môn văn học Anh tại một trường đại học. Tuy nhiên, với tích cách vụng về và rụt rè trong giao tiếp với phụ nữ, Dae-woo vẫn chưa tìm cho mình một mối quan hệ lãng mạn nào, thậm chí anh còn chưa một lần nắm tay hay hôn người khác giới. Một ngày kia, Dae-woo tình cờ gặp Lee Mi-na (Choi Kang-hee thủ vai), người hàng xóm mới chuyển đến ở cùng chung cư với anh. Ngay lập tức Dae-woo phải lòng Mina, một cô gái có vẻ ngoài thông minh, quyến rũ, dịu dàng và yêu sét đánh đã đến với anh. Nhờ sự động viên của người bạn thân, Dae-woo lấy hết can đảm tiếp cận với Mina, anh chủ động đề nghị một cuộc hẹn với cô. Thật là bất ngờ, Mina đồng ý ngay lập tức. Và Mina đã yêu Dae-woo vì tấm lòng trong sáng của anh.
Càng yêu, Hwang Dea-woo càng cảm thấy hạnh phúc nhưng anh lại hoàn toàn "mù tịt" thông tin về đời tư của Mina. Cô nói tốt nghiệp trường nghệ thuật nhưng không biết tác giả bức tranh treo trong phòng mình là ai, thích đọc tác phẩm văn học cổ điển nhưng chả hay Dostoevsky của "Tội ác và trừng phạt"... Và cô còn có một anh bạn trai cũ giang hồ, ở chung phòng với một cô bạn bừa bãi, phóng đãng. Những hành động Mina đôi khi cũng rất lạ, cô thường hay đi ra ngoài vào ban đêm với một túi xách thật to và nặng, rất nặng. Tất cả những điều lạ thường đó không khỏi khiến Dae-woo nghi ngờ. Anh thuê thám tử điều tra thân phận của Mina. Và điều gì đến đã phải đến, anh phát hiện ra Mina là một sát thủ khi tận mắt nhìn thấy một mẩu ngón tay trong tủ lạnh đựng xác của Mina, xâu chuỗi những điều bí ẩn về Mina, Dae-woo đã thật sự bị sốc về người yêu của mình, cô đã từng giết nhiều người, kể cả chồng cũ của mình để lợi dụng tài sản do họ để lại, cô đã nói dối với anh về thân phận của mình. Thậm chí, tên cô cũng không phải là Mina.
Nhưng, có một điều là thật, đó là tình yêu Mina dành cho anh, có một quá khứ không bình thường nhưng vì bị cuốn hút vào tình yêu thật sự của chàng trai trí thức, nên Mina phải cố gắng sống hết mình cho tình yêu. Bị dằn vặt giữa quá khứ của người yêu và tình yêu anh dành cho cô. Cuối cùng, Dae-woo và Mina cũng phải chia tay nhau. Thế nhưng, chuyện chưa dừng lại ở đó khi một thời gian lâu sau, Dae-woo đang đi du lịch tại Singapore và tình cờ gặp lại Mina, Dae-woo bỗng nhận thấy trái tim anh chỉ có hình ảnh và tình yêu của Mina...

## Nhạc kịch
Bộ phim "Cô bạn gái kinh dị" thành công tới mức được chuyển thể thành một vở nhạc kịch cùng tên, nó giành được vị trí thứ hai tại Liên hoan Nhạc kịch quốc tế Daegu sau khi vượt qua 42 vở diễn khác. Lời nhạc được viết bởi Kyoung-Ae Kang, và do Will Aronson biên soạn phần âm nhạc. Vở nhạc kịch được diễn thử tại Trung tâm văn hóa Daegu Bongsan vào các ngày 17 tháng 6 - 7 tháng 7 năm 2008. Và chính thức biểu diễn tại Seoul vào năm 2009.
Phiên bản nhạc kịch này cũng được Công ty Sân khấu Barrington (Hoa Kỳ) chọn vào danh sách biểu diễn nhạc kịch mới năm 2008 tại nhà hát của họ. Buổi biểu diễn diễn ra vào ngày 10 tháng 7 - 26 tháng 7 năm 2008.